# Campeonato Panamericano de Balonmano Masculino Juvenil de 2013
El X Campeonato Panamericano de Balonmano Masculino Juvenil de 2013 se disputó entre el 14 y el 18 de mayo de 2013  en San Cristóbal, Venezuela. y es organizado por la Federación Panamericana de Balonmano. Este campeonato entregó tres plazas para el Campeonato Mundial de Balonmano Masculino Juvenil de 2013

## Grupo A
| Equipo      | PTS | J | G | E | P | GF  | GC  | DG  |
| ----------- | --- | - | - | - | - | --- | --- | --- |
| Brasil      | 6   | 3 | 3 | 0 | 0 | 125 | 54  | +71 |
| Chile       | 4   | 3 | 2 | 0 | 1 | 81  | 82  | -1  |
| Colombia    | 2   | 3 | 1 | 0 | 2 | 82  | 101 | -19 |
| Venezuela B | 0   | 3 | 0 | 0 | 3 | 76  | 127 | -51 |

### Resultados
| Fecha      | Hora  | Partido³    | Partido³ | Partido³    | Resultado |
| ---------- | ----- | ----------- | -------- | ----------- | --------- |
| 14.05.2013 | 11:00 | Chile       | -        | Venezuela B | 31-28     |
| 14.05.2013 | 14:00 | Brasil      | -        | Colombia    | 38-19     |
| 15.05.2013 | 11:00 | Venezuela B | -        | Brasil      | 17-57     |
| 15.05.2013 | 14:30 | Colombia    | -        | Chile       | 24-32     |
| 16.05.2013 | 11:00 | Colombia    | -        | Venezuela B | 39-31     |
| 16.05.2013 | 14:30 | Brasil      | -        | Chile       | 30-18     |

## Grupo B
| Equipo    | PTS | J | G | E | P | GF  | GC  | DG  |
| --------- | --- | - | - | - | - | --- | --- | --- |
| Argentina | 6   | 3 | 3 | 0 | 0 | 110 | 58  | +52 |
| Venezuela | 4   | 3 | 2 | 0 | 1 | 96  | 78  | +18 |
| Uruguay   | 2   | 3 | 1 | 0 | 2 | 83  | 91  | -8  |
| Canadá    | 0   | 3 | 0 | 0 | 3 | 61  | 123 | -62 |

### Resultados
| Fecha      | Hora  | Partido³  | Partido³ | Partido³  | Resultado |
| ---------- | ----- | --------- | -------- | --------- | --------- |
| 14.05.2013 | 16:30 | Argentina | -        | Canadá    | 39-12     |
| 14.05.2013 | 18:30 | Uruguay   | -        | Venezuela | 20-29     |
| 15.05.2013 | 16:30 | Canadá    | -        | Uruguay   | 30-40     |
| 15.05.2013 | 18:30 | Venezuela | -        | Argentina | 23-39     |
| 16.05.2013 | 16:30 | Argentina | -        | Uruguay   | 32-23     |
| 16.05.2013 | 18:30 | Canadá    | -        | Venezuela | 19-44     |

## 5º al 8º puesto
| Fecha      | Hora² | Partido¹ | Partido¹ | Partido¹    | Resultado |
| ---------- | ----- | -------- | -------- | ----------- | --------- |
| 17.05.2013 | 11:00 | Colombia | -        | Canadá      | 37-25     |
| 17.05.2013 | 14:30 | Uruguay  | -        | Venezuela B | 36-28     |

## 7º/8º puesto
| Fecha      | Hora² | Partido¹ | Partido¹ | Partido¹    | Resultado |
| ---------- | ----- | -------- | -------- | ----------- | --------- |
| 18.05.2013 | 11:00 | Canadá   | -        | Venezuela B | 34-43     |

## 5º/6º puesto
| Fecha      | Hora² | Partido¹ | Partido¹ | Partido¹ | Resultado |
| ---------- | ----- | -------- | -------- | -------- | --------- |
| 18.05.2013 | 14:30 | Colombia | -        | Uruguay  | 32-34     |

## Fase final

### Semifinales
| Fecha      | Hora  | Partido³  | Partido³ | Partido³  | Resultado |
| ---------- | ----- | --------- | -------- | --------- | --------- |
| 17.05.2013 | 16:30 | Argentina | -        | Chile     | 28-22     |
| 17.05.2013 | 18:30 | Brasil    | -        | Venezuela | 43-20     |

### 3º/4º puesto
| Fecha      | Hora² | Partido¹ | Partido¹ | Partido¹  | Resultado |
| ---------- | ----- | -------- | -------- | --------- | --------- |
| 18.05.2013 | 16:30 | Chile    | -        | Venezuela | 29-36     |

### Final
| Fecha      | Hora² | Partido¹  | Partido¹ | Partido¹ | Resultado |
| ---------- | ----- | --------- | -------- | -------- | --------- |
| 18.05.2013 | 18:30 | Argentina | -        | Brasil   | 26-24     |

| Argentina           |
| Campeón             |
| Argentina 7° título |

### Clasificación general
| Argentina      |
| Brasil         |
| Venezuela      |
| 4. Chile       |
| 5. Uruguay     |
| 6. Colombia    |
| 7. Venezuela B |
| 8. Canadá      |

## Clasificados al Mundial 2013
| Bandera de Argentina | Bandera de Brasil | Bandera de Venezuela |
| Argentina            | Brasil            | Venezuela            |
| -------------------- | ----------------- | -------------------- |